# Tripp Schwenk
William Douglas (Tripp) Schwenk, III (Sarasota, 17 juni 1971) is een Amerikaans zwemmer.

## Biografie
In 1992 werd Schwenk in de olympische finale op de 200m rugslag vijfde.
Schwenk won tijdens de eerste Wereldkampioenschappen kortebaanzwemmen in 1993 de titel op de 100m en 200m rugslag en de 4x100m wisselslag.
Schwenk won tijdens de Olympische Zomerspelen van 1996 in eigen land de gouden medaille op de 4x100m wisselslag. Schwenk zwom alleen in de series. Tijdens dezelfde spelen won Schwenk de zilveren medaille op de 200m rugslag achter zijn landgenoot Brad Bridgewater.

## Internationale toernooien
| Jaar | Olympische Spelen                                                                 | Pan Pacs                       | Pan Am       | WK kortebaan                                    |
| ---- | --------------------------------------------------------------------------------- | ------------------------------ | ------------ | ----------------------------------------------- |
| 1992 | 5e 200m rugslag                                                                   |                                |              |                                                 |
| 1993 |                                                                                   | 4e 100m rugslag · 200m rugslag |              | 100m rugslag · 200m rugslag · 4x100m wisselslag |
| 1994 |                                                                                   |                                |              |                                                 |
| 1995 |                                                                                   | 100m rugslag · 200m rugslag    | 100m rugslag |                                                 |
| 1996 | 5e 100m rugslag · 200m rugslag · 4x100m wisselslag · Schwenk zwom enkel de series |                                |              |                                                 |